# Galinhada

La galinhada es un plato típico de Goiás (Brasil). Consiste en arroz cocido y pollo cocido en pedazos. Se condimenta con azafrán (que da al arroz su típico color amarillo), vinagrete (opcional y aparte) y tutu de feijão. Una galinhada típica lleva palmera de catolé (guariroba, un tipo de palmito amargo) y pequi.
- Datos: Q564494
- Multimedia: Galinhadas / Q564494